# 양전자

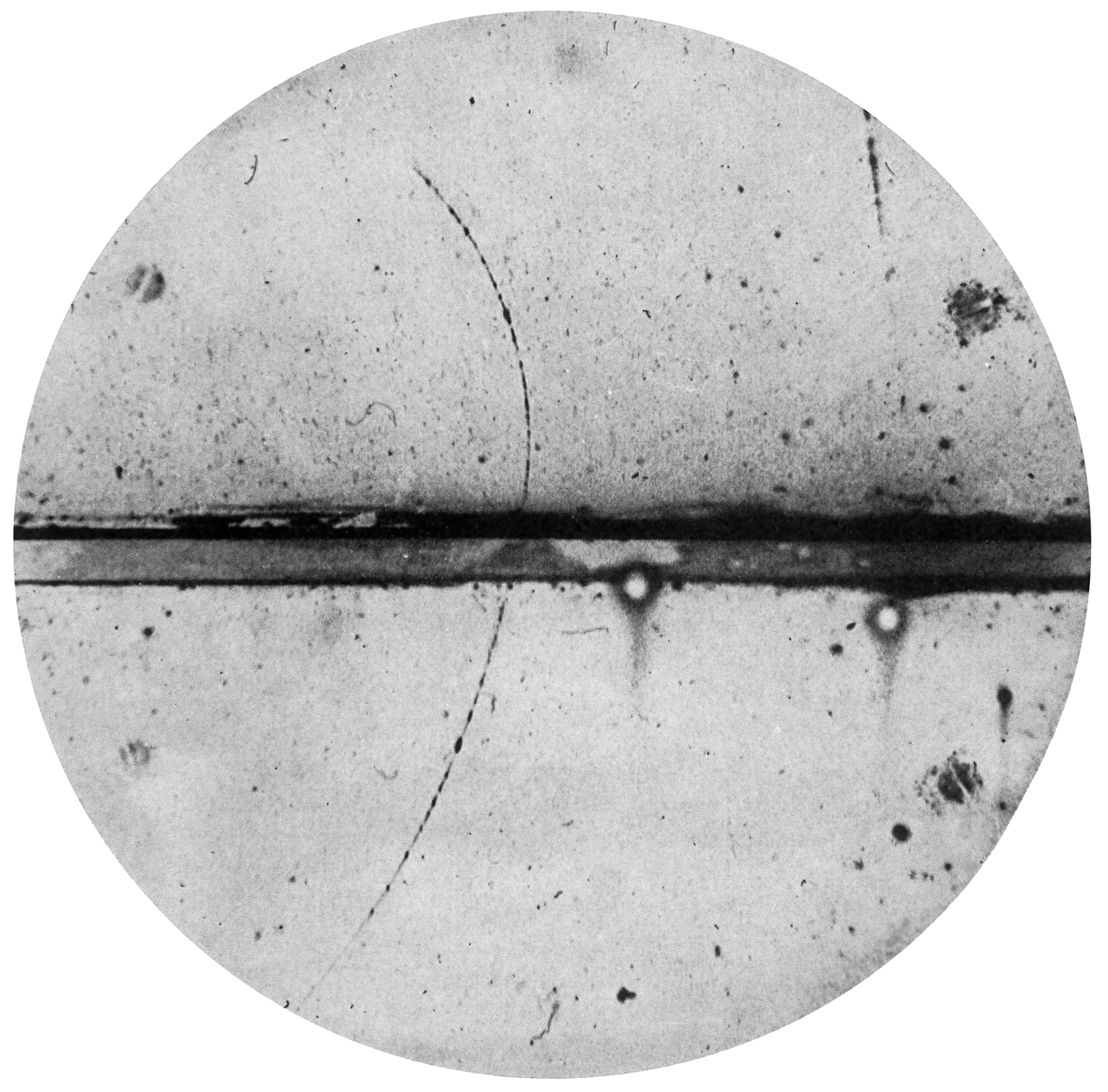

양전자(陽電子, 영어: positron) 또는 반전자(反電子, antielectron)는 전자와 전하 켤레 대칭(charge conjugation) 관계에 있는 입자이다. 전하 켤례 관계에 있는 두 입자는 질량이나 스핀이 같지만 전하는 반대이다.

## 역사
양전자의 존재는 1928년 폴 디랙이 디랙 방정식으로부터 예견하였다.
1930년에 캘리포니아 공과대학의 자오중야오(趙忠堯)가 이를 관측하였으나, 그는 당시 그것이 무엇인지 깨닫지 못했다.
1932년 8월 2일에 칼 데이비드 앤더슨이 우주선에서 새로운 입자를 실험으로 발견했고, 양전자라고 이름붙였다. 이후 앤더슨의 입자가 디랙이 예측한 입자와 동일하다는 사실이 곧 확인되었다. 이 실험은 우주선을 자석에 의해 둘러싸여 있는 납 전극과 안개 상자로 통과시키는 것이다.

## 응용
방사성의 추적기의 자연붕괴를 통해 생성되는 양전자는, 병원들과 가속물리학 실험실에서 사용되는 양전자 방출 단층촬영(positron emission tomography, PET) 스캐너에서 발견되고, 전자-양전자 붕괴 실험들에서 사용된다. PET스캐너의 경우에 양전자들은 인간 뇌 활동의 영역을 보여주는 메카니즘을 생산한다. 위에 언급된 것을 더하면 두 개의 양전자의 적용을 의학과 기초 물리학에 적용한다. 양전자 상쇄 분광기(positron annihilation spectroscopy)는 물질 조사에 사용된다.
양전자는 반물질 중 가장 안정하며, 기본입자이므로, 전자-양전자 충돌실험을 통해 새로운 이론을 검증하기 쉽다. 다만 단점은 높은 에너지의 전자와 양전자를 얻기 힘들다는 것이다.

## 같이 보기
- 포지트로늄